# Leandra barbinervis
Leandra barbinervis är en tvåhjärtbladig växtart som först beskrevs av Adelbert von Chamisso och José Jéronimo Triana, och fick sitt nu gällande namn av Célestin Alfred Cogniaux. Leandra barbinervis ingår i släktet Leandra och familjen Melastomataceae. Inga underarter finns listade i Catalogue of Life.